# Eleições autárquicas portuguesas de 2001 no distrito de Portalegre
| Eleições autárquicas portuguesas de 2001 Distritos: Aveiro \| Beja \| Braga \| Bragança \| Castelo Branco \| Coimbra \| Évora \| Faro \| Guarda \| Leiria \| Lisboa \| Portalegre \| Porto \| Santarém \| Setúbal \| Viana do Castelo \| Vila Real \| Viseu \| Açores \| Madeira |

## Resultados por concelho
Os resultados nos concelhos do Distrito de Portalegre foram os seguintes:

### Alter do Chão
| Partido                 | Partido                        | Votos | %               | +/-   | Vereadores | +/-     |
| ----------------------- | ------------------------------ | ----- | --------------- | ----- | ---------- | ------- |
|                         | Partido Social Democrata       | 1 245 | 48,42 / 100,00  | 10,63 | 3 / 5      | 1       |
|                         | Partido Socialista             | 818   | 31,82 / 100,00  | 0,67  | 2 / 5      | Estável |
|                         | Coligação Democrática Unitária | 381   | 14,82 / 100,00  | 5,61  | 0 / 5      | 1       |
| Votos Inválidos         | Votos Inválidos                | 127   | 4,94 / 100,00   | 0,62  |            |         |
| Total                   | Total                          | 2 571 | 100,00 / 100,00 |       | 5 / 5      |         |
| Eleitorado/Participação | Eleitorado/Participação        | 3 552 | 72,38 / 100,00  | 2,13  |            |         |

### Arronches
| Partido                 | Partido                        | Votos | %               | +/-   | Vereadores | +/-     |
| ----------------------- | ------------------------------ | ----- | --------------- | ----- | ---------- | ------- |
|                         | Partido Socialista             | 1 186 | 54,01 / 100,00  | 11,05 | 3 / 5      | 1       |
|                         | PSD-CDS                        | 802   | 36,52 / 100,00  | -     | 2 / 5      | -       |
|                         | Coligação Democrática Unitária | 146   | 6,65 / 100,00   | 2,61  | 0 / 5      | Estável |
| Votos Inválidos         | Votos Inválidos                | 62    | 2,82 / 100,00   | 1,36  |            |         |
| Total                   | Total                          | 2 196 | 100,00 / 100,00 |       | 5 / 5      |         |
| Eleitorado/Participação | Eleitorado/Participação        | 3 022 | 72,67 / 100,00  | 0,29  |            |         |

### Avis
| Partido                 | Partido                        | Votos | %               | +/-  | Vereadores | +/-     |
| ----------------------- | ------------------------------ | ----- | --------------- | ---- | ---------- | ------- |
|                         | Coligação Democrática Unitária | 1 835 | 56,85 / 100,00  | 3,52 | 4 / 5      | Estável |
|                         | Partido Socialista             | 841   | 26,05 / 100,00  | 0,93 | 1 / 5      | Estável |
|                         | Partido Social Democrata       | 440   | 13,63 / 100,00  | 3,82 | 0 / 5      | Estável |
| Votos Inválidos         | Votos Inválidos                | 112   | 3,47 / 100,00   | 1,24 |            |         |
| Total                   | Total                          | 3 228 | 100,00 / 100,00 |      | 5 / 5      |         |
| Eleitorado/Participação | Eleitorado/Participação        | 4 376 | 73,77 / 100,00  | 1,43 |            |         |

### Campo Maior
| Partido                 | Partido                        | Votos | %               | +/-  | Vereadores | +/-     |
| ----------------------- | ------------------------------ | ----- | --------------- | ---- | ---------- | ------- |
|                         | Partido Socialista             | 2 113 | 46,99 / 100,00  | 0,11 | 3 / 5      | Estável |
|                         | PSD-CDS                        | 1 148 | 25,53 / 100,00  | -    | 1 / 5      | -       |
|                         | Coligação Democrática Unitária | 1 042 | 23,17 / 100,00  | 2,49 | 1 / 5      | Estável |
| Votos Inválidos         | Votos Inválidos                | 194   | 4,32 / 100,00   | 1,40 |            |         |
| Total                   | Total                          | 4 497 | 100,00 / 100,00 |      | 5 / 5      |         |
| Eleitorado/Participação | Eleitorado/Participação        | 7 061 | 63,69 / 100,00  | 5,35 |            |         |

### Castelo de Vide
| Partido                 | Partido                        | Votos | %               | +/-  | Vereadores | +/-     |
| ----------------------- | ------------------------------ | ----- | --------------- | ---- | ---------- | ------- |
|                         | Partido Social Democrata       | 1 105 | 44,24 / 100,00  | 2,43 | 3 / 5      | 1       |
|                         | Partido Socialista             | 1 040 | 41,63 / 100,00  | 2,77 | 2 / 5      | 1       |
|                         | Coligação Democrática Unitária | 259   | 10,37 / 100,00  | 3,06 | 0 / 5      | Estável |
| Votos Inválidos         | Votos Inválidos                | 94    | 3,76 / 100,00   | 0,02 |            |         |
| Total                   | Total                          | 2 498 | 100,00 / 100,00 |      | 5 / 5      |         |
| Eleitorado/Participação | Eleitorado/Participação        | 3 319 | 75,26 / 100,00  | 1,02 |            |         |

### Crato
| Partido                 | Partido                        | Votos | %               | +/-  | Vereadores | +/-     |
| ----------------------- | ------------------------------ | ----- | --------------- | ---- | ---------- | ------- |
|                         | Partido Socialista             | 1 306 | 42,79 / 100,00  | 1,49 | 2 / 5      | 1       |
|                         | Coligação Democrática Unitária | 1 105 | 36,21 / 100,00  | 2,26 | 2 / 5      | Estável |
|                         | Partido Social Democrata       | 513   | 16,81 / 100,00  | 5,42 | 1 / 5      | 1       |
| Votos Inválidos         | Votos Inválidos                | 128   | 4,19 / 100,00   | 0,48 |            |         |
| Total                   | Total                          | 3 052 | 100,00 / 100,00 |      | 5 / 5      |         |
| Eleitorado/Participação | Eleitorado/Participação        | 3 927 | 77,72 / 100,00  | 4,05 |            |         |

### Elvas
| Partido                 | Partido                        | Votos  | %               | +/-  | Vereadores | +/-     |
| ----------------------- | ------------------------------ | ------ | --------------- | ---- | ---------- | ------- |
|                         | Partido Socialista             | 8 085  | 73,67 / 100,00  | 6,70 | 6 / 7      | Estável |
|                         | PSD-CDS                        | 1 668  | 15,20 / 100,00  | -    | 1 / 7      | -       |
|                         | Coligação Democrática Unitária | 682    | 6,21 / 100,00   | 0,93 | 0 / 7      | Estável |
| Votos Inválidos         | Votos Inválidos                | 540    | 4,92 / 100,00   | 1,98 |            |         |
| Total                   | Total                          | 10 975 | 100,00 / 100,00 |      | 7 / 7      |         |
| Eleitorado/Participação | Eleitorado/Participação        | 19 791 | 55,45 / 100,00  | 5,89 |            |         |

### Fronteira
| Partido                 | Partido                        | Votos | %               | +/-  | Vereadores | +/-     |
| ----------------------- | ------------------------------ | ----- | --------------- | ---- | ---------- | ------- |
|                         | Partido Social Democrata       | 1 643 | 61,49 / 100,00  | 6,05 | 4 / 5      | 1       |
|                         | Partido Socialista             | 743   | 27,81 / 100,00  | 3,51 | 1 / 5      | 1       |
|                         | Coligação Democrática Unitária | 197   | 7,37 / 100,00   | 1,07 | 0 / 5      | Estável |
| Votos Inválidos         | Votos Inválidos                | 89    | 3,33 / 100,00   | 0,45 |            |         |
| Total                   | Total                          | 2 672 | 100,00 / 100,00 |      | 5 / 5      |         |
| Eleitorado/Participação | Eleitorado/Participação        | 3 502 | 76,30 / 100,00  | 3,25 |            |         |

### Gavião
| Partido                 | Partido                        | Votos | %               | +/-  | Vereadores | +/-     |
| ----------------------- | ------------------------------ | ----- | --------------- | ---- | ---------- | ------- |
|                         | Partido Socialista             | 1 729 | 57,50 / 100,00  | 4,67 | 3 / 5      | 1       |
|                         | Partido Social Democrata       | 931   | 30,96 / 100,00  | 5,39 | 2 / 5      | 1       |
|                         | Coligação Democrática Unitária | 204   | 6,78 / 100,00   | 1,46 | 0 / 5      | Estável |
| Votos Inválidos         | Votos Inválidos                | 143   | 4,76 / 100,00   | 0,75 |            |         |
| Total                   | Total                          | 3 007 | 100,00 / 100,00 |      | 5 / 5      |         |
| Eleitorado/Participação | Eleitorado/Participação        | 4 635 | 64,88 / 100,00  | 0,73 |            |         |

### Marvão
| Partido                 | Partido                        | Votos | %               | +/-  | Vereadores | +/-     |
| ----------------------- | ------------------------------ | ----- | --------------- | ---- | ---------- | ------- |
|                         | Partido Socialista             | 1 255 | 47,96 / 100,00  | 1,70 | 3 / 5      | Estável |
|                         | PSD-CDS                        | 1 219 | 46,58 / 100,00  | -    | 2 / 5      | -       |
|                         | Coligação Democrática Unitária | 41    | 1,57 / 100,00   | 0,57 | 0 / 5      | Estável |
| Votos Inválidos         | Votos Inválidos                | 102   | 3,90 / 100,00   | 0,09 |            |         |
| Total                   | Total                          | 2 617 | 100,00 / 100,00 |      | 5 / 5      |         |
| Eleitorado/Participação | Eleitorado/Participação        | 3 684 | 71,04 / 100,00  | 0,06 |            |         |

### Monforte
| Partido                 | Partido                        | Votos | %               | +/-   | Vereadores | +/-     |
| ----------------------- | ------------------------------ | ----- | --------------- | ----- | ---------- | ------- |
|                         | Coligação Democrática Unitária | 967   | 41,97 / 100,00  | 8,57  | 2 / 5      | 1       |
|                         | Partido Socialista             | 957   | 41,54 / 100,00  | 11,10 | 2 / 5      | Estável |
|                         | PSD-CDS                        | 326   | 14,15 / 100,00  | -     | 1 / 5      | -       |
| Votos Inválidos         | Votos Inválidos                | 54    | 2,35 / 100,00   | 1,50  |            |         |
| Total                   | Total                          | 2 304 | 100,00 / 100,00 |       | 5 / 5      |         |
| Eleitorado/Participação | Eleitorado/Participação        | 2 986 | 77,16 / 100,00  | 3,11  |            |         |

### Nisa
| Partido                 | Partido                        | Votos | %               | +/-   | Vereadores | +/- |
| ----------------------- | ------------------------------ | ----- | --------------- | ----- | ---------- | --- |
|                         | Coligação Democrática Unitária | 2 110 | 36,44 / 100,00  | 9,20  | 2 / 5      | 1   |
|                         | Partido Social Democrata       | 1 711 | 29,55 / 100,00  | 18,78 | 2 / 5      | 2   |
|                         | Partido Socialista             | 1 710 | 29,53 / 100,00  | 7,85  | 1 / 5      | 1   |
| Votos Inválidos         | Votos Inválidos                | 259   | 4,48 / 100,00   | 1,72  |            |     |
| Total                   | Total                          | 5 790 | 100,00 / 100,00 |       | 5 / 5      |     |
| Eleitorado/Participação | Eleitorado/Participação        | 7 993 | 72,44 / 100,00  | 0,91  |            |     |

### Ponte de Sôr
| Partido                 | Partido                        | Votos  | %               | +/-   | Vereadores | +/-     |
| ----------------------- | ------------------------------ | ------ | --------------- | ----- | ---------- | ------- |
|                         | Partido Socialista             | 5 420  | 52,83 / 100,00  | 10,37 | 4 / 7      | 1       |
|                         | Coligação Democrática Unitária | 3 517  | 34,28 / 100,00  | 7,14  | 3 / 7      | Estável |
|                         | Partido Social Democrata       | 972    | 9,47 / 100,00   | 3,03  | 0 / 7      | 1       |
| Votos Inválidos         | Votos Inválidos                | 350    | 3,41 / 100,00   | 0,21  |            |         |
| Total                   | Total                          | 10 259 | 100,00 / 100,00 |       | 7 / 7      |         |
| Eleitorado/Participação | Eleitorado/Participação        | 15 526 | 66,08 / 100,00  | 0,59  |            |         |

### Portalegre
| Partido                 | Partido                        | Votos  | %               | +/-  | Vereadores | +/-     |
| ----------------------- | ------------------------------ | ------ | --------------- | ---- | ---------- | ------- |
|                         | Partido Social Democrata       | 6 115  | 42,47 / 100,00  | 7,44 | 3 / 7      | Estável |
|                         | Partido Socialista             | 5 857  | 40,67 / 100,00  | 1,53 | 3 / 7      | Estável |
|                         | Coligação Democrática Unitária | 1 574  | 10,93 / 100,00  | 4,48 | 1 / 7      | Estável |
|                         | Partido Popular                | 435    | 3,02 / 100,00   | 1,12 | 0 / 7      | Estável |
| Votos Inválidos         | Votos Inválidos                | 419    | 2,91 / 100,00   | 0,32 |            |         |
| Total                   | Total                          | 14 400 | 100,00 / 100,00 |      | 7 / 7      |         |
| Eleitorado/Participação | Eleitorado/Participação        | 22 237 | 64,76 / 100,00  | 0,63 |            |         |

### Sousel
| Partido                 | Partido                        | Votos | %               | +/-   | Vereadores | +/-     |
| ----------------------- | ------------------------------ | ----- | --------------- | ----- | ---------- | ------- |
|                         | Partido Social Democrata       | 1 618 | 42,57 / 100,00  | 12,91 | 3 / 5      | 1       |
|                         | Partido Socialista             | 1 435 | 37,75 / 100,00  | 4,72  | 2 / 5      | Estável |
|                         | Coligação Democrática Unitária | 462   | 12,15 / 100,00  | 10,54 | 0 / 5      | 1       |
|                         | Partido da Terra               | 161   | 4,24 / 100,00   | -     | 0 / 5      | -       |
| Votos Inválidos         | Votos Inválidos                | 125   | 3,29 / 100,00   | 0,03  |            |         |
| Total                   | Total                          | 3 801 | 100,00 / 100,00 |       | 5 / 5      |         |
| Eleitorado/Participação | Eleitorado/Participação        | 5 033 | 75,52 / 100,00  | 1,01  |            |         |